# Alpaida citrina
Alpaida citrina är en spindelart som först beskrevs av Eugen von Keyserling 1892.  Alpaida citrina ingår i släktet Alpaida och familjen hjulspindlar. Inga underarter finns listade i Catalogue of Life.